# Outside (magazine)
Pour les articles homonymes, voir Outside (homonymie).
Outside est un magazine publié par Mariah Media aux États-Unis et lancé en septembre 1977. Le magazine est consacré aux activités de pleine nature.

## Contributeurs notables
Le magazine est connu pour avoir lancé la carrière de Jon Krakauer ainsi que de Sebastian Junger. On retrouve parmi les écrivains dont le travail est apparu dans Outside : Bruce Barcott, Tim Cahill, Annie Proulx, Christopher McDougall, David Quammen ou encore Bob Shacochis.